# Natschbach-Loipersbach
Natschbach-Loipersbach osztrák község Alsó-Ausztria Neunkircheni járásában. 2019 januárjában 1721 lakosa volt. 

## Elhelyezkedése

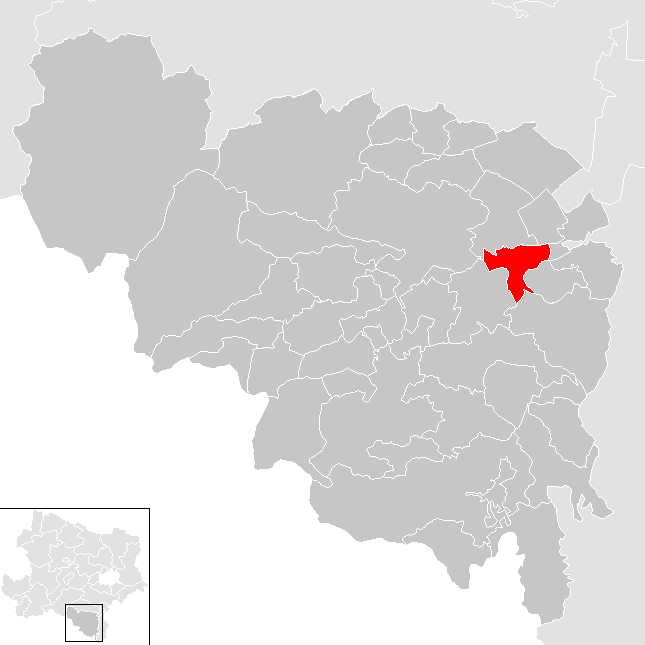
Natschbach-Loipersbach a Neunkircheni járásban

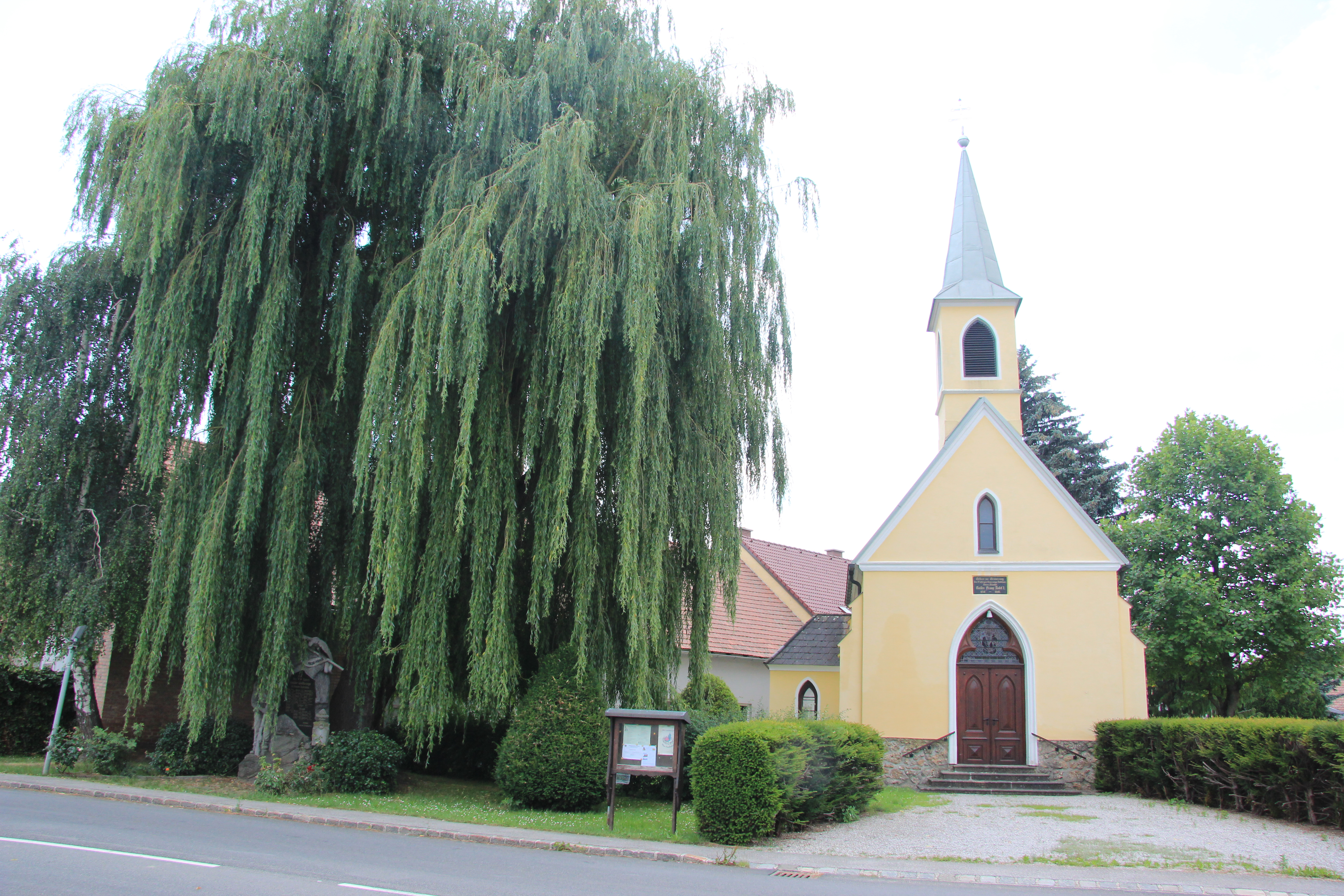
Natschbach kápolnája

Natschbach-Loipersbach Alsó-Ausztria Industrieviertel régiójában fekszik a Bucklige Welt dombsága és a Bécsi-medence határán, a Schwarza folyó mentén. Az önkormányzat 3 településrészt, illetve falut egyesít: Lindgrub (54 lakos 2019-ben), Loipersbach (813 lakos) és Natschbach (854 lakos).  
A környező önkormányzatok: északra Neunkirchen és Breitenau, északkeletre Schwarzau am Steinfeld, délkeletre Seebenstein, délre Scheiblingkirchen-Thernberg, délnyugatra Wartmannstetten. 

## Története
A község területe sokáig csak ritkásan volt lakott a szabályozatlan Schwarza folyó lápos, mocsaras környezete miatt. Natschbach először 1130-ban jelenik meg az oklevelekben, amikor egy bizonyos Megnoz de Nedaspach tanúként szerepelt egy egyházi adománylevélen. Loipersbachot 1140-ben említik először "Luiprantesdorf" formában, vagyis neve a Liuprant személynévből ered.  
A két község 1970-ben egyesült; 1973-ban Lindgrub is csatlakozott hozzájuk.    

## Lakosság
A natschbach-loipersbachi önkormányzat területén 2019 januárjában 1721 fő élt. A lakosságszám 1961 óta közel négyszeresére nőtt. 2017-ben a helybeliek 94,6%-a volt osztrák állampolgár; a külföldiek közül 0,5% a régi (2004 előtti), 1,9% az új EU-tagállamokból érkezett. 1,5% a volt Jugoszlávia (Szlovénia és Horvátország nélkül) vagy Törökország, 1,5% egyéb országok polgára volt. 2001-ben a lakosok 78,2%-a római katolikusnak, 4,3% evangélikusnak, 2,1% mohamedánnak, 12,2% pedig felekezeten kívülinek vallotta magát. Ugyanekkor 6 magyar élt a községben; a legnagyobb nemzetiségi csoportot a német (95,1%) mellett a törökök alkották 2%-kal.  
A lakosság számának változása:

| 2016 | 1 721 |
| 2018 | 1 702 |

## Látnivalók
- Natschbach Szt. Flórián-kápolnája 1898-ban épült neogótikus stílusban
- Loipersbach szintén neogótikus Szt. Mihály-kápolnája 1873-ban készült

## Fordítás
- Ez a szócikk részben vagy egészben  a   Natschbach-Loipersbach című német Wikipédia-szócikk ezen változatának fordításán alapul.  Az eredeti cikk szerkesztőit annak laptörténete sorolja fel. Ez a jelzés csupán a megfogalmazás eredetét és a szerzői jogokat jelzi, nem szolgál a cikkben szereplő információk forrásmegjelöléseként.